# Tellervo bentenga
Tellervo bentenga är en fjärilsart som beskrevs av Martin 1910. Tellervo bentenga ingår i släktet Tellervo och familjen praktfjärilar. Inga underarter finns listade i Catalogue of Life.